# Distrito de Senec
El distrito de Senec (en eslovaco Okres Senec) es una unidad administrativa (okres) de Eslovaquia Occidental, situado en la región de Bratislava, con 51 825 habitantes (en 2001) y una superficie de 360,63 km². 
Limita al norte con el distrito de Pezinok, al oeste con los distritos de Bratislava II, Bratislava III y Bratislava V así como al sur y al este con los distritos de Galanta y Dunajská Streda, en la región de Trnava.

## Demografía
| Año        | 1994   | 2004    | 2014     | 2024     |
| ---------- | ------ | ------- | -------- | -------- |
| Población  | 50 299 | 54 747  | 75 001   | 106 951  |
| Diferencia |        | +8,84 % | +36,99 % | +42,59 % |

| Año        | 2023    | 2024    |
| ---------- | ------- | ------- |
| Población  | 105 075 | 106 951 |
| Diferencia |         | +1,78 % |

## Ciudades
- Senec

## Municipios (población año 2017)
- Bernolákovo 7255
- Blatné 1782
- Boldog 464
- Čataj 1165
- Chorvátsky Grob 5692
- Dunajská Lužná 6414
- Hamuliakovo 2057
- Hrubá Borša 891
- Hrubý Šúr 971
- Hurbanova Ves 342
- Igram 576
- Ivanka pri Dunaji 6706
- Kalinkovo 1319
- Kaplna 819
- Kostolná pri Dunaji 681
- Kráľová pri Senci 2006
- Malinovo 3341
- Miloslavov 2665
- Most pri Bratislave 3195
- Nová Dedinka 2602
- Nový Svet 91
- Reca 1502
- Rovinka 4030
- Tomášov 2527
- Tureň 1126
- Veľký Biel 2567
- Vlky 408
- Zálesie 2033